# Гайленд (округ Лейк, Індіана)
Гайленд (англ. Highland) — місто (англ. town) в США, в окрузі Лейк штату Індіана. Населення — 23 984 особи (2020).

## Географія
Гайленд розташований за координатами 41°32′47″ пн. ш. 87°27′26″ зх. д. / 41.54639° пн. ш. 87.45722° зх. д. (41.546491, -87.457213). За даними Бюро перепису населення США в 2010 році місто мало площу 18,02 км², з яких 17,96 км² — суходіл та 0,06 км² — водойми.

## Демографія
Згідно з переписом 2010 року, у місті мешкало 23 727 осіб у 9924 домогосподарствах у складі 6547 родин. Густота населення становила 1317 осіб/км². Було 10335 помешкань (573/км²).
Расовий склад населення:
| - 88,6 % — білих - 4,2 % — чорних або афроамериканців - 1,6 % — азіатів - 0,2 % — корінних американців - 3,4 % — осіб інших рас |

До двох чи більше рас належало 2,0 %. Частка іспаномовних становила 12,8 % від усіх жителів.
За віковим діапазоном населення розподілялося таким чином: 20,9 % — особи молодші 18 років, 61,8 % — особи у віці 18—64 років, 17,3 % — особи у віці 65 років та старші. Медіана віку мешканця становила 41,5 року. На 100 осіб жіночої статі у місті припадало 92,3 чоловіків; на 100 жінок у віці від 18 років та старших — 88,9 чоловіків також старших 18 років.
Середній дохід на одне домашнє господарство становив 71 279 доларів США (медіана — 61 806), а середній дохід на одну сім'ю — 83 774 долари (медіана — 74 291). Медіана доходів становила 55 370 доларів для чоловіків та 42 246 доларів для жінок. За межею бідності перебувало 7,5 % осіб, у тому числі 10,0 % дітей у віці до 18 років та 7,6 % осіб у віці 65 років та старших.
Цивільне працевлаштоване населення становило 11 702 особи. Основні галузі зайнятості: освіта, охорона здоров'я та соціальна допомога — 23,1 %, виробництво — 14,5 %, роздрібна торгівля — 12,1 %, мистецтво, розваги та відпочинок — 10,0 %.

## Уродженці
- Джоржетт Мосбахер (* 1947) — американська політична діячка.